# 小鹏P5
小鹏P5是中国电动汽车公司小鹏汽车生产的一款紧凑型纯电动汽车。

## 特点

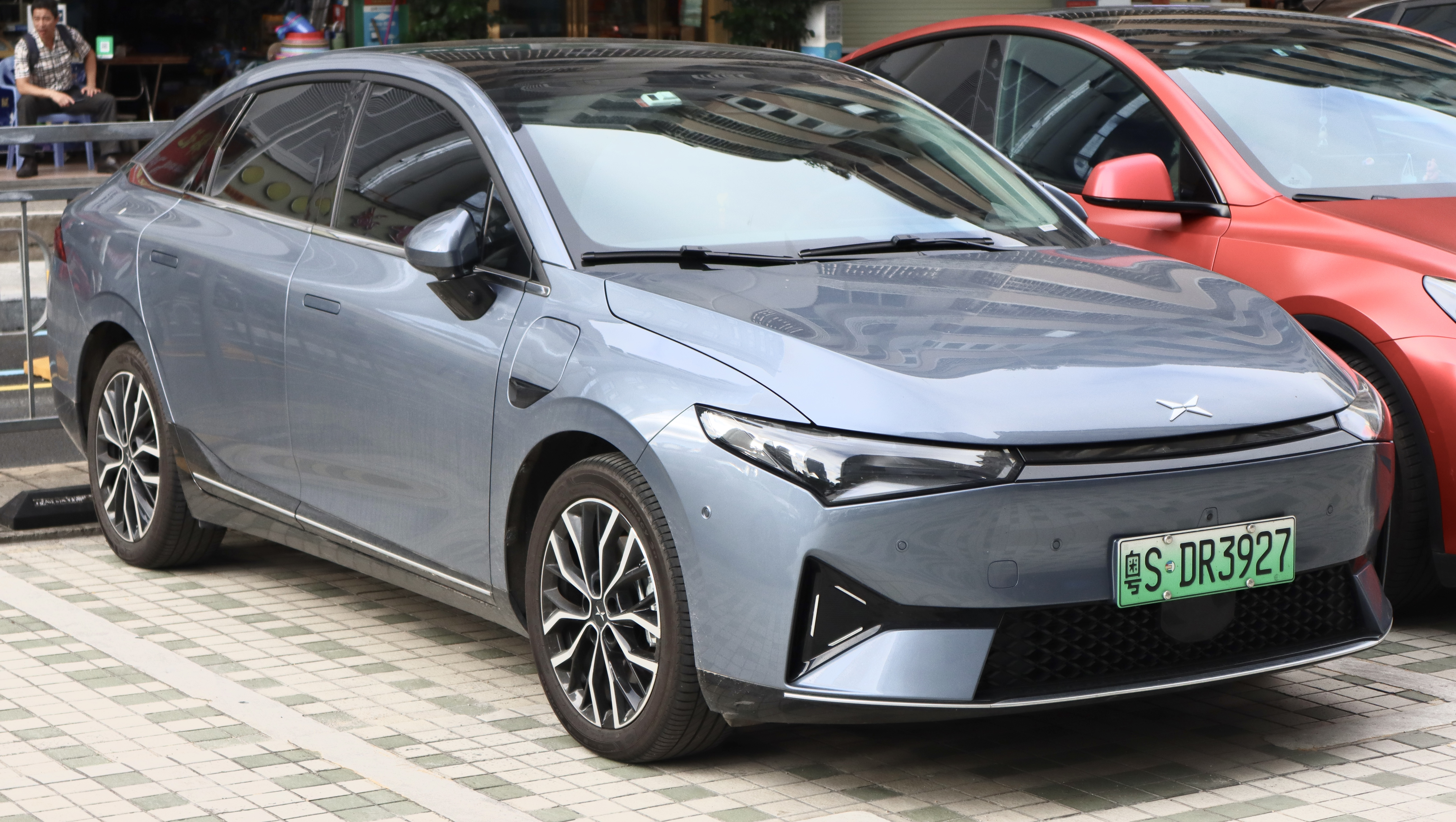
未配备激光雷达版本

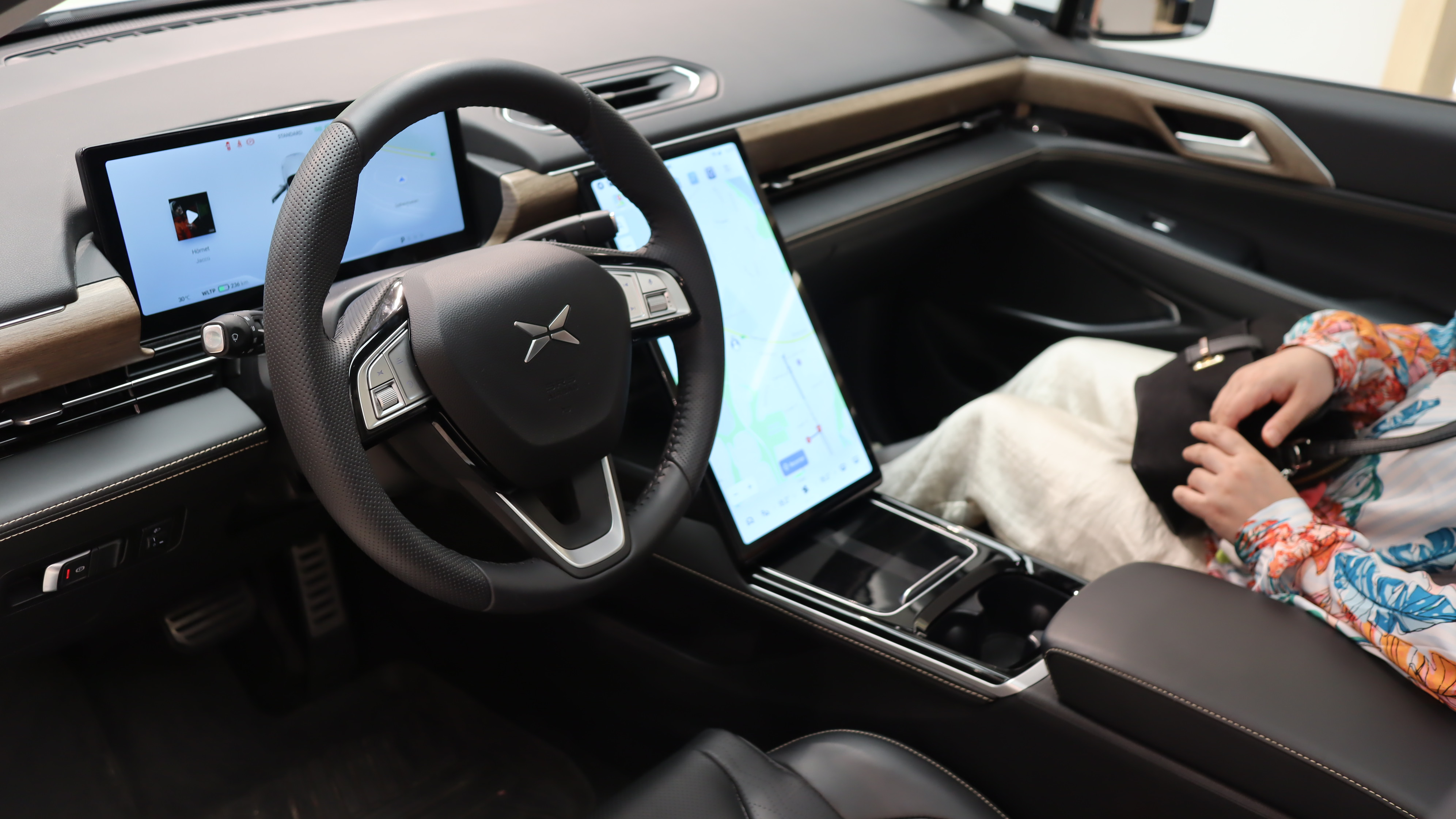
内饰

小鹏P5定位为“智能家轿”。其被看作是紧凑版的小鹏P7，采用了与P7类似的溜背式设计和悬浮式车顶设计。车身尺寸虽有所减小，但内部空间较定位轿跑车的P7宽敞。
P5是全球首款搭载激光雷达的量产车型。其顶配车型搭载XPILOT 3.5智能驾驶辅助系统和算力达30 TOPS的英伟达Xavier芯片，除激光雷达外，还包含多个高清摄像头、毫米波雷达、超声波雷达等多个传感器。一年后，搭载该系统的车型获得在广州市使用智能导航辅助驾驶（相当于L3级自动驾驶）的能力，成为中国大陆首款量产落地的车型。
该车配备了具有语音控制功能的第三代Xmart OS 3.0多媒体系统，亦支持选装睡眠套装、投影仪、冰箱等多种配置。

## 历史

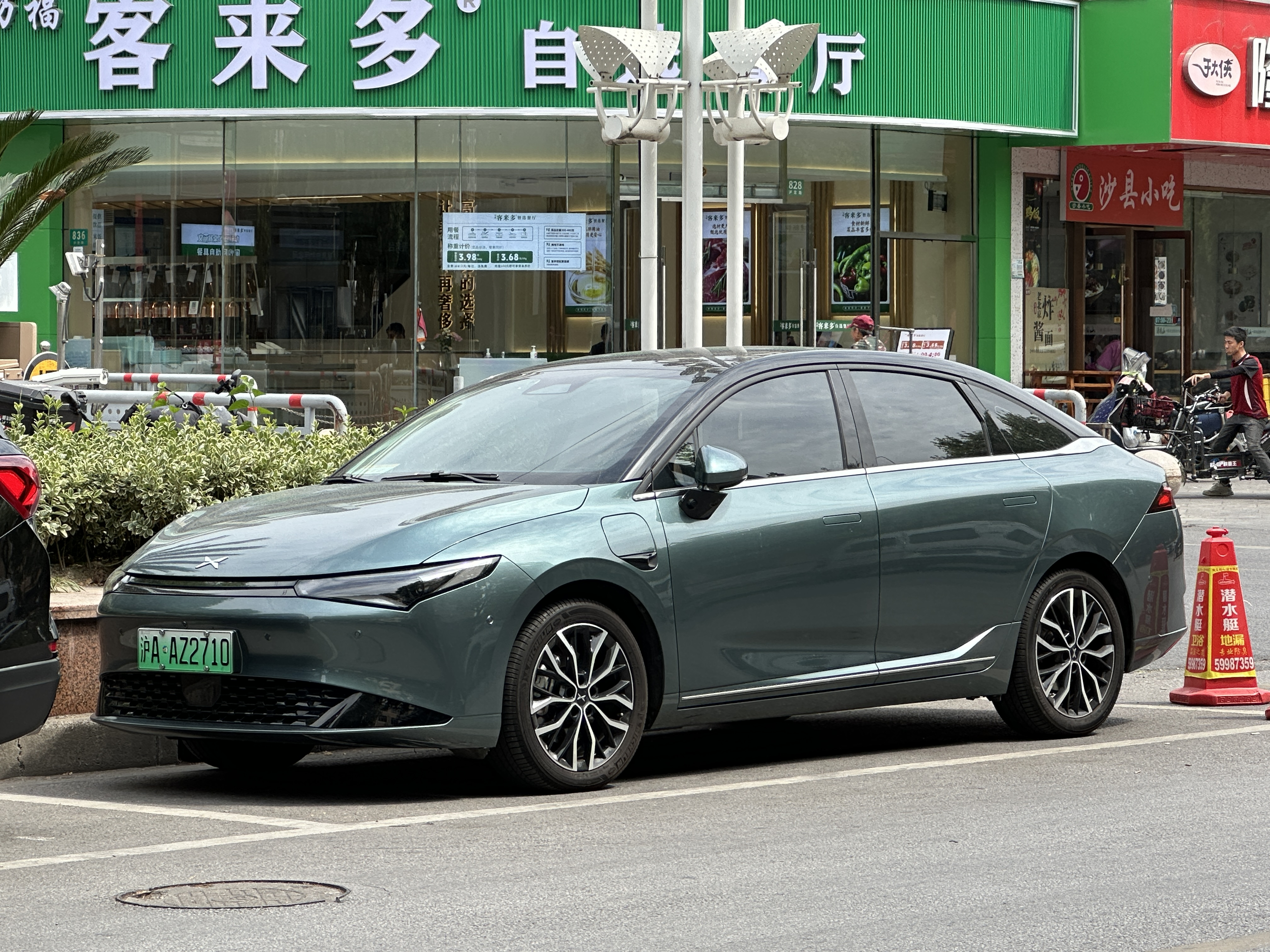
重新设计前、后保险杠的2024款P5，已去除激光雷达的安装位置

小鹏P5於2021年4月的上海国际汽车工业博览会上首次亮相。同年7月的粤港澳大湾区车展上，P5开启预售并公布价格和配置。同年9月，P5正式上市。
2021年10月，小鹏P5开始交付。但小鹏汽车称，由于毫米波雷达供货短缺，部份车型的生产和交付受到影响；客户亦可选择先交付汽车，2022年3月31日起再分批安装雷达。此后，P5 460车型又因磷酸铁锂电池等部件供应紧张而延迟交付，引发部分准车主不满。
2022年3月，小鹏P5在丹麦、荷兰、挪威和瑞典四个欧洲国家开启预订；但受供应链问题的影响，小鹏汽车于同年6月暂停P5的出口计划。
2022年5月，小鹏汽车宣布，购买P5的用户将不再享受终身免费充电和免费家用充电桩及安装的权益；不过下定E/E+/P版本车型，其智能辅助驾驶系统软件及升级服务将调整为标配。同年11月，小鹏汽车大幅精简P5配置数量，亦停售510和600车型。
2023年9月，小鹏汽车推出了2024款P5。新款P5重新设计了前、后保险杠及侧裙，增加了车身和内饰颜色，并减去了激光雷达等配置。
2023年10月，小鹏汽车在一次技术发布会上，公开了最新一代智能驾驶系统XNGP的推广进展和智能座舱系统XOS天玑，但只字未提对P5等老车型的支持，引发老车主不满。次月，超千名P5车主发布维权公开信，控诉小鹏汽车不公平对待P5老车主，质疑当初购买带激光雷达的车款未兑现全国城市可用CNGP城区智能驾驶功能的承诺，同时对座舱系统未获更新以及十余项小问题久未解决表达关注。小鹏汽车回应称，P5城市NGP功能高度依赖高精地图，但受政策限制及研测过程影响，难以实现拓展，将为相关车主提供价值2万元的代金券权益，同时承诺持续OTA，并在2024年逐步上线车主关注的功能。

## 评价
小鹏P5原被小鹏汽车定位为走量车型，但实际销量表现并不佳。其相比P7有更大的性价比，座舱空间更大，亦配备激光雷达等多项智能驾驶辅助功能，但由于前期交付延迟、激光雷达维修成本高企等原因，影响了销量。更有一线销售人员指出，不少顾客认为P5“不好看”，故转而选择外观设计更好的P7或其他厂商车型。
小鹏汽车CEO何小鹏于2022年底接受网媒采访时坦承，P5于2019年立项时，正逢小鹏汽车资金紧缺，导致很多技术没有用上，做出了一个“打折版”，从而缺乏竞争力。

## 关联车型

### 小鹏N5
P5上市前夕，小鹏同时在工信部网站申报了小鹏N5车型，被外界解读为主打网约车市场的P5低配版车型。但最终该车型并未发布。